# I. Manuél trapezunti császár
I. Manuél  (görögül: Μανουήλ Α' Μέγας), (1218 – 1263. március) Nagy Komnénosz, a Trapezunti Császárság uralkodója 1238-tól haláláig.

## Élete
Az országalapító Alexiosz és Axukhaina Teodóra császárné kisebbik fia. A trónon bátyját, I. Jánost követte, míg annak gyermeke kolostorba vonult.
A Nagy Kapitány melléknévvel felruházott Mánuel minden igyekezete ellenére képtelen volt lerázni magáról a török igát, így csapatai az Ikóniumi Szultánság oldalán szálltak szembe 1243-ban a betörő mongolokkal. A Köse Dagh mellett vívott ütközetben a szeldzsukok megsemmisítő vereséget szenvedtek, a szultánság pedig széthullott. A Trapezunti Császárság a mongolok hűbérese lett.
1253-ban Mánuel tárgyalásokat folytatott IX.Lajos francia királlyal, mivel dinasztikus kapcsolatokat akart kiépíteni vele, hogy a keresztesek segítségét biztosítsa országa számára a szeldzsukok és a Nikaiai Császárság ellen. Törekvése nem járt sikerrel: Lajos az életéért küszködő Latin Császárságot javasolta beházasodásra.
1258-ban Hülegü kán elpusztította Bagdadot. Ezzel ismét megélénkült az Örményországon és a felső-Eufrátesz völgyén Erzerumba, illetve az innen a Zigana-hágón Trapezuntba vezető északi kereskedelmi útvonal, mivel a selyemút forgalmának jó részét immár a Fekete-tengerhez szállították a Földközi-tenger helyett. A trapezunti gazdasági virágzást bizonyítja, hogy ebben az időben széles körben elterjedtek a császárságban vert pénzérmék (főleg Grúziában).
Mánuel idején épült újjá a trapezunti Hágia Szófia monostor valamikor 1250 és 1260 között.
Amikor Palaiologosz Mihály megdöntötte a Latin Császárságot azzal, hogy visszafoglalta Konstantinápolyt 1261-ben, hiába követelte Mánuel lemondását a bizánci császári trónra. Mánuel 1263-ban bekövetkezett halálakor három házasságából hat gyermeket hagyott maga után, akik közül négyen trónra kerültek utána.